# Gryllus campestris
Gryllus campestris là một loài dế mèn. Loài côn trùng có màu tối và không biết bay tương đối lớn; con đực dài khoảng 19–23 mm và con cái 17–22 mm.

## Nơi sinh sống
Gryllus campestris đã từng rất phổ biến trên hầu hết các nước Tây Âu. Loài này ưa thích các địa điểm khô có nắng với thảm thực vật ngắn, giống như đồng cỏ khô. Ở rìa phía bắc của phạm vi phân bố, loài này giới hạn trong heathland và đồng cỏ nghèo dinh dưỡng. Đây là loài không biết bay và không thể di chuyển một quãng đường dài, và do đó nó không thường hồi phục ở những nơi chúng bị tuyệt chủng cục bộ.

## Sinh sản
Mùa sinh sản một lứa kéo dài từ tháng năm đến tháng bảy. Con đực đào cái hang với một nền ở lối vào từ đó thu hút con cái với tiếng kêu tán tỉnh của mình. Chúng kêu vào ban ngày cũng như phần đầu của đêm, chỉ khi nhiệt độ cao hơn 13 °C. Ấu trùng nở vào tháng sáu đến giữa tháng Bảy và ngủ đông dưới dạng nhộng thứ 10 hoặc thứ 11 của chúng. Ấu trùng lột xác vào cuối tháng hoặc đầu tháng. Con đực có tính giữ lãnh thổ và bảo vệ hang một cách quyết liệt, trong khi con cái đi đang lang thang và bị tiếng kêu của con đực thu hút. Chúng đẻ trứng trong đất trống hoặc gần hang hoặc bên trong hang. 

## Các mối đe dọa
Gryllus campestris là loài dế nguy cấp nhất tại Anh. Loài này đang suy giảm và được liệt kê vào danh sách đỏ trong phần lớn của miền Trung và Bắc Âu, như Anh, Đức, Hà Lan, Bỉ, Luxembourg, Đan Mạch và Lithuania. Loài này đã giảm nghiêm trọng trong một phần của phạm vi phía bắc của nó do sự biến mất của môi trường sống heathland của nó; vào đầu những năm 1990, loài đã bị suy giảm ở Anh còn lại một quần thể còn sống sót duy nhất của chỉ 100 cá thể trong Coates, West Sussex.